# Limosano
Limosano là một đô thị ở tỉnh Campobasso trong vùng Molise thuộc nước Ý, có vị trí cách khoảng 14 km về phía tây bắc của Campobasso. Theo số liệu ngày 31 tháng 12 năm2004, dân số của Limosanolà 900 người và diện tích là 28,1 km².
Limosano giáp các đô thị: Castropignano, Fossalto, Lucito, Montagano, Petrella Tifernina, Ripalimosani, Sant'Angelo Limosano.